# Vicente Módena
Vicente Módena (ur. ?, zm. 17 maja 1944) – urugwajski piłkarz grający podczas kariery na pozycji napastnika. 

## Kariera klubowa
Vicente Módena podczas piłkarskiej kariery występował w River Plate Montevideo. Z River Plate trzykrotnie zdobył mistrzostwo Urugwaju w 1908, 1910 i 1913.

## Kariera reprezentacyjna
W reprezentacji Urugwaju Módena występował w latach 1908-1913. W reprezentacji zadebiutował 15 sierpnia 1908 w zremisowanym 2-2 meczu z Argentyną, którego stawką było Copa Lipton. 
W 1910 został powołany na pierwszą, jeszcze nieoficjalną edycję Mistrzostw Ameryki Południowej, który wówczas nazywał się Copa Centenario Revolución de Mayo 1910. Na turnieju w Buenos Aires Módena był rezerwowym i nie wystąpił w żadnym meczu. Ostatni raz w reprezentacji wystąpił 9 lipca 1913 w przegranym 1-2 meczu w Copa Presídente Roque Sáenz Peña z Argentyną. Ogółem w barwach celestes wystąpił w 15 meczach. 
| Mecze i gole w reprezentacji | Mecze i gole w reprezentacji | Mecze i gole w reprezentacji | Mecze i gole w reprezentacji | Mecze i gole w reprezentacji | Mecze i gole w reprezentacji | Mecze i gole w reprezentacji |
| #                            | Data                         | Miasto                       | Przeciwnik                   | Gol                          | Wynik                        | Rozgrywki                    |
| ---------------------------- | ---------------------------- | ---------------------------- | ---------------------------- | ---------------------------- | ---------------------------- | ---------------------------- |
| 1.                           | 15.08.1908                   | Buenos Aires                 | Argentyna                    |                              | 2:2                          | Copa Lipton                  |
| 2.                           | 13.09.1908                   | Buenos Aires                 | Argentyna                    |                              | 1:2                          | Copa Newton                  |
| 3.                           | 04.10.1908                   | Buenos Aires                 | Argentyna                    |                              | 1:0                          | Gran Premio                  |
| 4.                           | 15.08.1909                   | Buenos Aires                 | Argentyna                    |                              | 1:2                          | Copa Lipton                  |
| 5.                           | 15.08.1910                   | Montevideo                   | Argentyna                    |                              | 3:1                          | Copa Lipton                  |
| 6.                           | 13.11.1910                   | Montevideo                   | Argentyna                    |                              | 1:1                          | Gran Premio                  |
| 7.                           | 27.11.1910                   | Buenos Aires                 | Argentyna                    |                              | 6:2                          | Gran Premio                  |
| 8.                           | 08.10.1911                   | Montevideo                   | Argentyna                    |                              | 1:1                          | Gran Premio                  |
| 9.                           | 22.10.1911                   | Buenos Aires                 | Argentyna                    |                              | 3:0                          | Gran Premio                  |
| 10.                          | 29.10.1911                   | Montevideo                   | Argentyna                    |                              | 3:0                          | Gran Premio                  |
| 11.                          | 15.08.1912                   | Montevideo                   | Argentyna                    |                              | 2:0                          | Copa Lipton                  |
| 12.                          | 25.08.1912                   | Montevideo                   | Argentyna                    |                              | 3:0                          | Gran Premio                  |
| 13.                          | 22.09.1912                   | Avellaneda                   | Argentyna                    |                              | 1:0                          | Gran Premio                  |
| 14.                          | 06.10.1912                   | Avellaneda                   | Argentyna                    |                              | 3:3                          | Copa Newton                  |
| 15.                          | 09.07.1913                   | Avellaneda                   | Argentyna                    |                              | 1:2                          | Copa Sáenz Peña              |